# Gill Langley
Gillian Rose Langley é uma cientista britânica e escritora especializada em alternativas à experimentação animal, direitos animais e nas questões de proteção dos animais em relação ao seu uso em pesquisas. Ela é a diretora científica do Dr. Hadwen Trust for Humane Research, líder em pesquisas médicas sem uso de animais no Reino Unido, ex-membro do Animal Procedures Committee do governo britânico e atual membro do Replacement Advisory Group of the British National Centre for the Three Rs, fundado por David Sainsbury . Langley trabalhou como consultora para a Comissão Europeia e para organizações de proteção aos animais na Europa e nos Estados Unidos .